# 김봉길 (시인)
김봉길(金鳳吉, 1956년 6월 24일~)은 대한민국 시인이다.

## 경력
<예술세계> 시부문 신인상(1992)으로 작품활동을 했다. KIST SERI에서 프로그래머, 한국예술문화단체총연합회에서 편집장으로 일했다. 시집 <가까이 보기> <겨울 외출>, <컴씨 비망록>, <아내의 편지>, 에세이집 <블록체인 산책>, <컴씨 비망록>, <내 아픔은 나만 안다>, <어긋난 시간 달래기>, 수상집 <전철을 타고 내리며>, <아침마다 떠나는 여행> 등을 저술했다. 현재, ㈜밈비 이사, 시언덕동인. 한국문인협회 회원으로 활동하면서 컴퓨터 문화에 관한 시와 에세이를 집필하고 있다.
生存法 9條 49項 -   메타버스시대의 하루하루